# Blue (singel The Rasmus)
Blue – pierwszy singel, z albumu Playboys fińskiego zespołu The Rasmus.

## Lista utworów
1. „Blue” – 4:22
2. „Kola” – 3:41

## Pozycje na listach
| Lista przebojów | Najwyższa pozycja |
| --------------- | ----------------- |
| Finlandia       | 3                 |